# 娘よ (曲)
「娘よ」（むすめよ）は、喜劇俳優の芦屋雁之助の楽曲で、演歌歌手としてのシングルである。1984年2月1日に発売。

## 概要
楽曲自体はシングル発売の3年前に完成していた。
発売から3か月でオリコンのトップ10に初登場し、2週間6位にランクインした。また、100位以内には1年以上ものロングセラーを記録した。
TBSテレビの『ザ・ベストテン』において、週間ベストテンにはランクインしていないが（最高14位）、1984年の年間ベストテンには第9位にランクインした。なお、日本テレビの『ザ・トップテン』では最高8位（1985年1月21日放送時）に入っている。
1984年大晦日に生放映のTBS「第26回日本レコード大賞」では特別賞を受賞。さらに、同日放送のNHK『第35回NHK紅白歌合戦』にも初出場を果たした。
シングル発売後、年内に100万枚を売り上げた。
朝日放送制作の時代劇『必殺仕切人』の第11話では、雁之助自身が演じる登場人物が本曲を歌うシーンがある。
1985年1月17日には、読売テレビの『木曜ゴールデンドラマ』枠で本曲を題材とした『娘よ!! 父ちゃんはお前の花嫁姿が見たかったんや』が雁之助主演で放送され、『木曜ゴールデンドラマ』枠としては当時最高の視聴率26.5%（ビデオリサーチ・関東地区）を記録した。
1985年度の日本音楽著作権協会（JASRAC）発表による楽曲別の著作権使用料分配額（国内部門）では、「浪花節だよ人生は」「長良川艶歌」に続いて年間3位にランクインされた。

## 収録曲
- 全作詞：鳥井実　編曲:池多孝春

1. 娘よ (4:32)
  - 作曲:松浦孝之
2. 家（うち）のかみさん (3:52)
  - 作曲:花笠薫